# Thomas-Evangeliar
Als Thomas-Evangeliar wird eine Bilderhandschrift aus dem Kloster Echternach bezeichnet, die in der zweiten Hälfte des achten Jahrhunderts entstand.
Die künstlerische Ausstattung des Evangeliars umfasst Kanontafeln, Miniaturen und Initialen, die in der Tradition insularer Buchmalerei stehen. Die Buchmalereien sowie die Schrift beweisen, dass es in Echternach zur Zusammenarbeit zwischen kontinentalen und insularen Schreibern und Buchmalern gekommen ist. Die insularen und die kontinentalen Formen stehen dabei nebeneinander. Zu einer Verschmelzung der Stile kam es nicht.
Die Handschrift ist nach einem insularen Schreiber benannt, der sich an zwei Stellen nennt.
Heute wird die Handschrift in der Trierer Dombibliothek aufbewahrt (Cod. 61 olim 134).